# نيك برابروتنيك
نيك برابروتنيك (بالسلوفينية: Nejc Praprotnik)‏ (17 يناير 1993 بسلوفينيا - ) هو لاعب كرة قدم سلوفيني في مركز الوسط. شارك مع منتخب سلوفينيا تحت 17 سنة لكرة القدم ومنتخب سلوفينيا تحت 19 سنة لكرة القدم ومنتخب سلوفينيا تحت 21 سنة لكرة القدم. أما مع النوادي، فقد لعب مع أتالانتا ونادي غوريتسا ونادي ليفينغستون لكرة القدم.

## وصلات خارجية
- نيك برابروتنيك على موقع الاتحاد الأوربي (الإنجليزية)
- نيك برابروتنيك على موقع قاعدة بيانات كرة القدم.إي يو (الإنجليزية)
- نيك برابروتنيك على موقع Soccerway.com (الإنجليزية)